# Бокс-Б'ютт (округ, Небраска)
Шаблон:StateAbbr_ 42°13′ пн. ш. 103°05′ зх. д. / 42.21° пн. ш. 103.08° зх. д.
Округ Бокс-Б'ютт (англ. Box Butte County) — округ (графство) у штаті Небраска, США. Ідентифікатор округу 31013.

## Історія
Округ утворений 1886 року.

## Демографія
За даними перепису 
2000 року 
загальне населення округу становило 12158 осіб, зокрема міського населення було 8882, а сільського — 3276.
Серед мешканців округу чоловіків було 6054, а жінок — 6104. В окрузі було 4780 домогосподарств, 3299 родин, які мешкали в 5488 будинках.
Середній розмір родини становив 3,05.
Віковий розподіл населення поданий у таблиці:
| Стать    | До 15 років | 15-21 | 22-29 | 30-39 | 40-49 | 50-65 | 65-85 | Понад 85 |
| -------- | ----------- | ----- | ----- | ----- | ----- | ----- | ----- | -------- |
| Чоловіки | 1451        | 637   | 501   | 674   | 1180  | 904   | 630   | 77       |
| Жінки    | 1254        | 622   | 513   | 755   | 1066  | 831   | 859   | 204      |

## Суміжні округи
- Доз — північ
- Шерідан — схід
- Моррілл — південь
- Скоттс-Блафф — південний захід
- Сіу — захід

## Виноски
1. ↑  US Decennial Census. US Census Bureau. Архів оригіналу за 26 квітня 2015. Процитовано 6 грудня 2014.
2. ↑  Historical Census Browser. University of Virginia Library. Архів оригіналу за 11 серпня 2012. Процитовано 6 грудня 2014.
3. ↑  Population of Counties by Decennial Census: 1900 to 1990. US Census Bureau. Архів оригіналу за 27 квітня 2015. Процитовано 6 грудня 2014.
4. ↑  Census 2000 PHC-T-4. Ranking Tables for Counties: 1990 and 2000 (PDF). US Census Bureau. Архів оригіналу (PDF) за 18 грудня 2014. Процитовано 6 грудня 2014.
5. ↑  State & County QuickFacts. US Census Bureau. Архів оригіналу за 7 липня 2011. Процитовано 17 вересня 2013. [Архівовано 2011-06-07 у Wayback Machine.](англ.) Наведено за англійською вікіпедією.
6. ↑  American FactFinder. Бюро перепису населення США. Архів оригіналу за 26 лютого 2012. Процитовано 31 січня 2008. [Архівовано 2008-05-21 у Wayback Machine.]

| США | Це незавершена стаття з географії США. Ви можете допомогти проєкту, виправивши або дописавши її. |